# Salornay-sur-Guye
Salornay-sur-Guye is een gemeente in het Franse departement Saône-et-Loire (regio Bourgogne-Franche-Comté) en telt 702 inwoners (1999). De plaats maakt deel uit van het arrondissement Mâcon.

## Geografie
De oppervlakte van Salornay-sur-Guye bedraagt 11,1 km²; de bevolkingsdichtheid is 63,2 inwoners per km².
De onderstaande kaart toont de ligging van Salornay-sur-Guye met de belangrijkste infrastructuur en aangrenzende gemeenten.

## Demografie
Onderstaande figuur toont het verloop van het inwonertal (bron: INSEE-tellingen).